# Phong Điền, Huế
Phong Điền là một phường thuộc thành phố Huế, Việt Nam.

## Lịch sử
Ngày 22 tháng 11 năm 1995, Chính phủ ban hành Nghị định số 80-CP về việc thành lập thị trấn Phong Điền trên cơ sở các thôn Vĩnh Nguyên, Trạch Thượng, Trạch Tả, Khánh Mỹ của xã Phong Thu.
Thị trấn Phong Điền có 1.821 ha diện tích tự nhiên và 4.502 người.
Ngày 9 tháng 1 năm 2014, UBND tỉnh Thừa Thiên Huế ban hành Quyết định số 58/QĐ-UBND về việc:
- Chuyển thôn Trạch Tả thành tổ dân phố Trạch Tả.
- Chuyển thôn Tân Lập thành tổ dân phố Tân Lập.
- Chuyển thôn Trạch Thượng Trên thành tổ dân phố Trạch Thượng 1.
- Chuyển thôn Trạch Thượng Dưới thành tổ dân phố Trạch Thượng 2.
- Chuyển thôn Vĩnh Nguyên thành tổ dân phố Vĩnh Nguyên.
- Chuyển thôn Khánh Mỹ thành tổ dân phố Khánh Mỹ.

Thị trấn Phong Điền có 6 tổ dân phố: Khánh Mỹ, Tân Lập, Trạch Tả, Trạch Thượng 1, Trạch Thượng 2, Vĩnh Nguyên.
Ngày 13 tháng 5 năm 2019, Chính phủ ban hành Nghị quyết số 31/NQ-CP về việc sáp nhập thôn Phú Xuân B (Tân Xuân) thuộc xã Hải Hưng, huyện Hải Lăng, tỉnh Quảng Trị vào xã Phong Thu, huyện Phong Điền, tỉnh Thừa Thiên Huế quản lý.
Thị trấn Phong Điền có 6 tổ dân phố: Khánh Mỹ, Tân Lập, Trạch Tả, Trạch Thượng 1, Trạch Thượng 2, Vĩnh Nguyên. Xã Phong Thu có 9 thôn: An Thôn, Đông Lái, Huỳnh Liên, Khúc Lý – Ba Lạp, Phú Xuân B (Tân Xuân), Tây Lái, Trạch Hữu, Ưu Thượng, Vân Trạch Hòa.
Ngày 30 tháng 11 năm 2024:
- Quốc hội ban hành Nghị quyết số 175/2024/QH15[4] về việc thành lập thành phố Huế trực thuộc trung ương trên cơ sở toàn bộ diện tích và dân số tỉnh Thừa Thiên Huế.
- Ủy ban Thường vụ Quốc hội ban hành Nghị quyết số 1314/NQ-UBTVQH15[5] về việc sắp xếp đơn vị hành chính cấp huyện, cấp xã của thành phố Huế giai đoạn 2023 – 2025 (nghị quyết có hiệu lực từ ngày 1 tháng 1 năm 2025). Theo đó, thành lập phường Phong Thu thuộc thị xã Phong Điền trên cơ sở toàn bộ 18,75 km², quy mô dân số là 8.155 người của thị trấn Phong Điền và toàn bộ 26,59 km² diện tích tự nhiên, quy mô dân số là 3.654 người của xã Phong Thu.

Phường Phong Thu có 45,34 km² diện tích tự nhiên và quy mô dân số là 11.809 người.
Ngày 14 tháng 1 năm 2025, UBND TP. Huế ban hành Quyết định số 94/QĐ-UBND về việc:
- Giữ nguyên 6 tổ dân phố: Khánh Mỹ, Tân Lập, Trạch Tả, Trạch Thượng 1, Trạch Thượng 2, Vĩnh Nguyên.
- Chuyển thôn An Thôn thành tổ dân phố An Thôn.
- Chuyển thôn Đông Lái thành tổ dân phố Đông Lái.
- Chuyển thôn Huỳnh Liên thành tổ dân phố Huỳnh Liên.
- Chuyển thôn Khúc Lý – Ba Lạp thành tổ dân phố Khúc Lý – Ba Lạp.
- Chuyển thôn Phú Xuân B (Tân Xuân) thành tổ dân phố Phú Xuân B (Tân Xuân).
- Chuyển thôn Tây Lái thành tổ dân phố Tây Lái.
- Chuyển thôn Trạch Hữu thành tổ dân phố Trạch Hữu.
- Chuyển thôn Ưu Thượng thành tổ dân phố Ưu Thượng.
- Chuyển thôn Vân Trạch Hòa thành tổ dân phố Vân Trạch Hòa.

Ngày 12 tháng 6 năm 2025, Ủy ban Thường vụ Quốc hội ban hành Nghị quyết số 1675/NQ-UBTVQH15 về việc sắp xếp các đơn vị hành chính cấp xã của thành phố Huế. Theo đó, toàn bộ diện tích tự nhiên, quy mô dân số của phường Phong Thu, xã Phong Mỹ và xã Phong Xuân thành phường mới có tên gọi là phường Phong Điền.

## Di tích - Danh thắng
- Nhà Đại Chúng
- Đình làng Lưu Phước
- Điểm chiến thắng Đồn Đất Đỏ
- Chiến khu Hòa Mỹ nằm ở đoạn cuối đường 71.
- Thượng Nguồn Ô Lâu (Hầm Heo)

...